# Хасан Бласим
Хасан Бласим е иракски поет, автор на кратки разкази, филмов режисьор. Пише на арабски език.

## Биография и творчество
Роден е през 1973 г. в Багдад, но по-голяма част от детството му преминава в Киркук. Отново се завръща в Багдад за да учи кино в Академията за изящни изкуства. Прави първите си два късометражни филма: „Гардения“ (сценарий и режисура) и „Бяла глина“ (сценарий), които печелят Фестивалната награда на Иракската академия за най-добра творба в две поредни години. 
През 1998 г. Бласим се мести от Багдад в Сюлеймания (иракската част на Кюрдистан), където продължава да прави филми, в това число и пълнометражната драма „Ранената камера“. От страх за сигурността на семейството си, което живее в Багдад под режима на Саддам Хюсеин, той твори под псевдонима Назар Осман. През 1999 г. напуска Ирак и пропътува като нелегален мигрант разстоянието от Ирак през Иран, Турция, България и Унгария, а най-накрая се установява във Финландия през 2004 г. Оттогава прави голям брой късометражни и документални филми за финландската телевизия. Става съосновател на уебсайта www.IraqStory.com.
След покана да напише разраз през 2008 г. Бласим се заема да оформи цял сборник с разкази, който излиза под заглавието „Лудият от площад „Свобода“. Въпреки че е написана на арабски, книгата излиза за пръв път в превод на английски, финландски и италиански. Избрана е за разширения списък финалисти за Наградата за независима чуждестранна проза (Independent foreign fiction prize) на британското издание „Индипендънт“, която се връчва за книги, преведени на английски език и публикувани в Обединеното кралство. На български сборникът излиза през 2015 г. в превод от арабски на Мая Ценова в рамките на поредицата „Кратки разкази завинаги“ на издателство „Жанет-45“.. Силно редактираната му версия е публикувана на арабски език едва през 2012 г. и веднага е забранена за разпространение в Йордания и други арабски страни. В публикация на в. „Гардиън“ Бласим е описан като „може би най-значимия жив арабски писател“.
През 2014 г. Бласим печели Наградата за независима чуждестранна проза на „Индипендънт“ с „The Iraqi Christ“ („Иракският Христос“), с което става първия арабски автор, както и първия автор на разкази, получил отличието. Книгата е сборник от 14 художествени текста с елементи на репортаж, мемоари и мрачно фентъзи.